# Jeanne Moutoussamy-Ashe
Jeanne Moutoussamy-Ashe (née le 9 juillet 1951 à Chicago) est une photographe et militante américaine. Elle est surtout connue pour son travail dans des magazines, des journaux et plusieurs livres de photographie, ainsi que comme militante de la lutte contre le sida.

## Jeunesse et éducation
Jeanne Moutoussamy-Ashe est née le 9 juillet 1951 à Chicago (Illinois). La famille de sa mère était originaire de l'Arkansas, et la famille de son père venait de la Nouvelle-Orléans et de la Guadeloupe. Ses parents étaient des professionnels dans des domaines liés à l’art. Sa mère, Elizabeth Rose Hunt Moutoussamy, était décoratrice d'intérieur et son père, John Warren Moutoussamy, était architecte. Ils l'ont encouragée à poursuivre ses propres intérêts artistiques en l'inscrivant à des cours du week-end à l'Art Institute de Chicago alors qu'elle avait huit ans. À l'âge de 18 ans, un ami de la famille, Frank Stewart, l'initie à la photographie. Après que sa candidature à la Cooper Union School of Art ait été rejetée, elle a étudié avec Garry Winogrand pendant un été, puis a présenté une nouvelle candidature. Moutoussamy-Ashe a ensuite obtenu son Bachelor of Fine Arts de la Cooper Union en 1975.

## Carrière
Après avoir obtenu son diplôme, Moutoussamy-Ashe a travaillé comme graphiste et dans le photojournalisme télévisé pour WNBC et WNEW à New York, ainsi que pour PM Magazine. Son ami, Gordon Parks, lui a suggéré d'obtenir des accréditations pour photographier le tournoi de tennis du United Negro College Fund de 1968 organisé par le champion de tennis Arthur Ashe.
Au cours de sa carrière, Moutoussamy-Ashe a contribué par des photographies à de nombreux magazines et journaux, notamment Life, Smithsonian, Sports Illustrated, People Weekly, Ebony, Black Enterprise, World Tennis, Self et Essence.

## Vie personnelle
Moutoussamy-Ashe a épousé Arthur Ashe en 1977. En décembre 1986, Ashe et Moutoussamy-Ashe adoptent une fille, qu'ils nomment Camera d'après la profession de Moutoussamy-Ashe. Dix-neuf mois plus tard, Arthur a été diagnostiqué séropositif, après avoir contracté la maladie via une transfusion sanguine reçue lors d'un pontage cardiaque.

## Reconnaissance
Moutoussamy-Ashe a participé à de nombreuses expositions individuelles et collectives aux États-Unis et en Europe. Ses œuvres font partie des collections permanentes de plusieurs musées, dont le Museum of Modern Art de New York, le Schomburg Center for Research in Black Culture, le Smithsonian National Museum of African American History and Culture, la National Gallery of Art, la National Portrait Gallery et le Whitney Museum of American Art. Ses œuvres figurent également dans des collections privées, notamment celle d'Oprah Winfrey,. Elle a reçu de nombreux prix, dont l'Essence Photography Literary Award (2008) et une Citation du maire de la ville de Chicago (1986). Elle est également titulaire de deux doctorats honorifiques en beaux-arts, du Queens College (2002, Charlotte, Caroline du Nord) et de l'Université de Long Island (CW Post Campus, 1990).

## Publications

### Livres
- 1982 : Daufuskie Island : photographs . Columbia, Caroline du Sud : University of South Carolina Press.
- 1993 : Daddy and me : a photo story of Arthur Ashe and his daughter, Camera . New York : AA Knopf : Distribué par Random House, Inc.
- 1993 : Viewfinders : black women photographers : by Jeanne Moutoussamy-Ashe . New York; London: Writers & Readers.
- 2001 : The African flower . New York, New York : Jeanne Moutoussamy-Ashe.
- 2011 : Arthur Ashe : out of the shadow . New York, NY : Arthur Ashe Learning Center.
- 2007 : Intimate portraits : Jeanne Moutoussamy-Ashe . New York : Galerie Bill Hodges.